# Oberzell (Osterzell)
Oberzell ist ein Ortsteil der Gemeinde Osterzell im schwäbischen Landkreis Ostallgäu.

## Geografie
Das Dorf Oberzell liegt circa einen Kilometer südlich von Osterzell im Tal des Hühnerbach. Unmittelbar östlich befindet sich der Sachsenrieder Forst.

## Geschichte
Der bäuerlich geprägte Ortsteil wurde vermutlich kurz nach Osterzell gegründet. 
Oberzell gehörte zur Herrschaft Osterzell, die von 1699 bis 1803 zum Kloster Rottenbuch gehörte.

## Sehenswürdigkeiten
In Oberzell befindet sich die katholische Kapelle Schmerzhafte Muttergottes von 1826.
Siehe auch: Liste der Baudenkmäler in Oberzell